# 오르컷
오르컷(영어: Orkut)은 구글이 제공하는 소셜 네트워킹 웹사이트의 하나이다. 이 서비스의 목적은 사용자들이 새로운 친구들과 친한 친구들을 만나고 관계를 유지하는 것을 도와주는 것이다.
이 웹사이트는 이 서비스를 개발한 구글의 튀르키예인 직원이였던 오르쿠트 뷔위쾩텐(튀르키예어: Orkut Büyükkökten, 1975년 2월 6일 ~)의 이름에서 따왔다. 오르컷은 경쟁 서비스 페이스북과 마이스페이스에 비해 미국에서는 덜 알려져 있으나, 인도와 브라질에서는 가장 많이 방문하는 웹사이트들 가운데 하나이다.
2011년 10월 기준으로 브라질이 59.1%의 이용률을 차지하였고 이에 이어 인도에서 27.1%, 일본에서 6.7%의 이용률을 보이고 있다.
2014년 9월 30일자로 서비스가 종료되었다.

## 같이 보기
- 구글 버즈
- 구글의 제품 목록